# Kroatisches Militärordinariat
Das Kroatische Militärordinariat (kroatisch Vojni ordinarijat u Republici Hrvatskoj, englisch Military Ordinariate of Croatia) ist das Militärordinariat Kroatiens und zuständig für die kroatischen Streitkräfte. Amtierender Militärbischof ist Jure Bogdan (* 1955).

## Geschichte
Das Militärordinariat in der Republik Kroatien betreut Angehörige der kroatischen Streitkräfte katholischer Konfessionszugehörigkeit seelsorglich. Es wurde durch Papst Johannes Paul II. am 25. April 1997 errichtet. Nach gegenseitigem Beschluss zwischen dem Heiligen Stuhl und der Republik Kroatien befindet sich der Sitz des kroatischen Militärordinariats in Zagreb. Aus der Verlautbarung der päpstlichen Bulle vom 25. April 1997 wurde der Zagreber Weihbischof Juraj Jezerinac feierlich als erster Militärbischof in sein Amt eingeführt. Am 5. August 2003 wurde das neue Gebäude des kroatischen Militärordinariats in Zagreb eröffnet und geweiht.